# Ambasciatori del Baden in Svizzera
L'ambasciatore del Baden in Svizzera era il primo rappresentante diplomatico del Baden in Svizzera.
Le relazioni diplomatiche iniziarono ufficialmente nel 1807 e rimasero attive sino alla costituzione della Confederazione Germanica del nord nel 1867 e poi dell'Impero tedesco nel 1871 quando le funzioni di rappresentanza del Baden vennero assorbite dall'ambasciatore tedesco in Svizzera. Dal 1838 al 1843 e nuovamente dal 1853 al 1871 le relazioni diplomatiche del Baden con la Svizzera vennero gestite dall'ambasciatore badense nel Württemberg.

## Granducato di Baden
- 1807–1818: Joseph Albrecht von Ittner (1754–1825)
- 1818–1821: Franz Albert von Friedrich (1775–1843)
- 1821–1826: vacante
- 1826–1838: Alexander von Dusch (1789–1876)
- 1838–1843: Ludwig Rüdt von Collenberg-Bödigheim (1799–1885) Residente a Stoccarda
- 1843–1851: August Marschall von Bieberstein (1804–1888)
- 1851–1853: Christian Friedrich Gustav von Berckheim (1817–1889)
- 1853–1871: Ferdinand von Dusch (1819–1889) Residente a Stoccarda

1871: Chiusura dell'ambasciata